# Nika Ninua
Nika Ninua (en georgiano: ნიკა ნინუა; Tiflis, 22 de junio de 1999) es un futbolista georgiano que juega en la demarcación de centrocampista para el PAOK de Salónica F. C. de la Superliga de Grecia.

## Biografía
Tras empezar a formarse como futbolista con el FC Dinamo Tiflis, finalmente hizo su debut con el primer equipo el 6 de noviembre de 2016 contra el FC Shukura Kobuleti de la Erovnuli Liga. Tras cuatro años en el club, y trece goles en 78 partidos de liga, en 2020 se marchó al PAOK FC. Debutó con el primer equipo del club griego el 18 de septiembre de 2020 en un partido de la Superliga de Grecia contra el Atromitos de Atenas tras sustituir a Anderson Esiti en el minuto 81 en un encuentro que finalizó con un resultado de empate a uno. Un año después de su llegada al equipo griego fue cedido al Anorthosis Famagusta. Tras esta breve experiencia en Chipre volvió al fútbol heleno de la mano del Lamia F. C.

## Clubes
| Club                          | País    | Año       | Partidos | Goles |
| ----------------------------- | ------- | --------- | -------- | ----- |
| FC Dinamo Tiflis              | Georgia | 2016-2020 | 95       | 14    |
| PAOK de Salónica F. C.        | Grecia  | 2020-2021 | 12       | 2     |
| Anorthosis Famagusta (cedido) | Chipre  | 2021      | 3        | 0     |
| Lamia F. C. (cedido)          | Grecia  | 2022      | 2        | 0     |
| PAOK B                        | Grecia  | 2022-2024 | 31       | 0     |
| FC Dinamo Tiflis              | Georgia | 2024-     | 35       | 4     |

## Palmarés

### Campeonatos nacionales
| Título         | Club                   | País    | Año  |
| -------------- | ---------------------- | ------- | ---- |
| Erovnuli Liga  | FC Dinamo Tiflis       | Georgia | 2019 |
| Copa de Grecia | PAOK de Salónica F. C. | Grecia  | 2021 |